# 刘振瀛
刘振瀛（1915年—1990年）中国翻译家、日本文学研究家，奉天（今辽宁）沈阳人，曾任北京大学教授、博士生导师。